# De la Terre à la Lune
Da Terra à Lua (no original em francês De la Terre à la Lune) é um romance de ficção científica do escritor francês Júlio Verne, publicado em 1865.
Conta a saga do Gun Club (Clube do Canhão), uma organização americana especializada em armas de fogo, canhões e balística em geral, e da ideia de seus membros em construir um enorme canhão para arremessar um projétil de forma cilindro-cônica à Lua.
Um aventureiro francês chamado Michel Ardan, de modos extravagantes, propõe que o projétil lançado seja tripulado e se apresenta como candidato a "astronauta". Depois desta surpreendente proposta, dois dos membros do "Gun Club" também embarcam nesta "loucura". Para que este empreendimento se realizasse, foram construídos um canhão, uma bala oca, e um telescópio, todos de dimensões impensáveis, a quantidade de pólvora usada também era de volumes impensáveis.
Depois de disparada, a bala quando se aproximou da Lua, em vez de alunissar (pousar em solo lunar), entrou em órbita da própria lua. Os três passageiros apenas tinham mantimentos para 2 meses, ficando a saga em aberto. O futuro dos três astronautas, é descrito na obra Autour de la Lune, publicado quatro anos depois, ambos também são comercializados em um único livro.
Em 1889, Verne lançaria uma nova sequência: Sans dessus dessous, onde os membros do Gun Glub tentam mudar a inclinação da Terra.
Entre algumas coincidências notórias do livro com a exploração do espaço pelo homem, estão:
- descrição do módulo com três astronautas;[5]
- O local de partida da nave em Tampa, nos Estados Unidos, apenas a 30 km de distância de onde realmente sairia a Apollo 11 cerca de cem anos depois;
- O nome de alguns astronautas, como Michel Ardan, é semelhante ao Michael de Michael Collins; e Ardan, ao do astronauta Edwin Aldrin).

## Influência na cultura popular
O romance (juntamente com The First Men in the Moon de H. G. Wells) inspirou o primeiro filme de ficção científica, Le Voyage dans la Lune, feito em 1902 por Georges Méliès.
O romance teve adaptações para as histórias em quadrinhos: em meados da década de 1930, foi adaptado por Messias de Mello no  formato de tira no suplemento "A Gazetinha" do jornal brasileiro A Gazeta em 1953 por Alex Blum para a revista Classics Illustrated publicada pela editora estadunidense Gilberton. Em ambas as adaptações, combinaram o romance com sua sequencia.
Em 1958, outra adaptação cinematográfica desta história foi lançado, intitulado From the Earth to the Moon. Foi um dos últimos filmes realizados sob a bandeira RKO Pictures.